# Day trading
Day trading (en español, trading intradiario) es una estrategia de trading consistente en la negociación de instrumentos financieros, incluyendo su compra y venta, llevada a cabo dentro del mismo día de negociación. Todas las posiciones estarán cerradas antes de que el mercado cierre. Muchos traders no son tan estrictos o podría tener el day trading como un componente de toda su estrategia. Los traders que participan en el day trading son llamados day traders (en español, traders intradiarios). Los métodos de negociación rápida contrastan con la estrategia de la negociación a largo plazo. Algunos de los instrumentos financieros operados a través del day trading incluyen acciones, opciones, divisas y contratos de futuros.
El day trading solía ser una actividad exclusiva de firmas financieras y especuladores profesionales. Muchos day traders son empleados de bancos o firmas de inversión que trabajan como analistas de mercado. Sin embargo, con la llegada del trading electrónico y el trading de margen, el day trading ahora está disponible a inversores minoristas.

## Historia
El gráfico semanal del GME Short Squeeze en 2021 mostró un aumento de más del 1,000% durante el año, brindando numerosas oportunidades de trading diario. 
Antes de 1975, las comisiones de corretaje en los Estados Unidos eran fijas en el 1% del monto de la operación. Es decir, comprar $10,000 en acciones costaba al comprador $100 en comisiones, y lo mismo para vender. Los operadores tenían que obtener más del 2% para cubrir sus costos, lo cual no era probable en un solo día de operación.
En 1975, la Comisión de Valores y Bolsa de los Estados Unidos (SEC) prohibió las tarifas de comisión fijas, lo que resultó en una significativa reducción de las tasas de comisión.
Los períodos de liquidación financiera solían ser mucho más largos. Antes de principios de la década de 1990 en la Bolsa de Valores de Londres, por ejemplo, las acciones podían pagarse hasta 10 días hábiles después de su compra, permitiendo a los operadores comprar (o vender) acciones al inicio del período de liquidación solo para venderlas (o comprarlas) antes de su finalización, con la esperanza de un aumento en el precio. Esta actividad era similar al trading diario moderno, pero con una duración más larga del período de liquidación. Sin embargo, hoy en día, para reducir el riesgo del mercado, el período de liquidación suele ser T+2 (dos días hábiles) y los corredores generalmente requieren que los fondos se depositen antes de cualquier operación. La reducción del período de liquidación disminuye la probabilidad de incumplimiento, pero era imposible antes del surgimiento de la transferencia electrónica de propiedad. 

### Redes de Comunicación Electrónica (ECNs)
Las Redes de Comunicación Electrónica (ECNs), grandes redes informáticas propietarias en las que los corredores pueden listar cierta cantidad de valores para vender a un precio específico (el precio de venta o "ask") u ofrecer comprar una cierta cantidad de valores a un precio específico (la "oferta" o "bid"), se convirtieron en un factor importante con el lanzamiento de Instinet en 1969. Sin embargo, al principio, generalmente ofrecían mejores precios a los grandes traders. 
El siguiente paso importante para facilitar el day trading fue la fundación en 1971 del NASDAQ, una bolsa de valores virtual en la que las órdenes se transmitían electrónicamente. Al pasar de los certificados de acciones en papel y registros escritos de acciones a acciones "desmaterializadas", los operadores utilizaron sistemas de trading y registro informatizados que requerían no solo cambios extensos en la legislación, sino también el desarrollo de la tecnología necesaria: sistemas en línea y en tiempo real en lugar de procesos por lotes; comunicaciones electrónicas en lugar del servicio postal, teletipo o el envío físico de cintas de computadora, y el desarrollo de algoritmos criptográficos seguros.
Estos desarrollos anunciaron la aparición de los "market makers": el equivalente en el NASDAQ de un especialista de la NYSE. Un market maker tiene un inventario de acciones para comprar y vender, ofreciendo simultáneamente comprar y vender la misma acción. Obviamente, ofrecerá vender acciones a un precio más alto que el precio al que ofrece comprar. Esta diferencia se conoce como "spread". El market maker no le importa si las acciones suben o bajan, simplemente intenta constantemente comprar por menos de lo que vende. Una tendencia persistente en una dirección resultará en una pérdida para el market maker, pero la estrategia es en general positiva (de lo contrario, abandonarían el negocio). Hoy en día, hay alrededor de 500 empresas que participan como market makers en ECNs, cada una generalmente haciendo mercado en entre cuatro y cuarenta acciones diferentes. Sin obligaciones legales, los market makers podían ofrecer spreads más pequeños en las redes de comunicación electrónica que en el NASDAQ.
Después del "Lunes Negro" (1987), la SEC adoptó las "Reglas de Manejo de Órdenes", que requerían que los market makers publicaran su mejor oferta y demanda en el NASDAQ.
Otra reforma fue el "Sistema de Ejecución de Órdenes Pequeñas", o "SOES", que requería que los market makers compraran o vendieran, inmediatamente, órdenes pequeñas (hasta 1,000 acciones) al precio de oferta o demanda listado por el market maker. El diseño del sistema dio lugar a arbitraje por un pequeño grupo de operadores conocidos como los "bandidos de SOES", que obtuvieron ganancias significativas comprando y vendiendo órdenes pequeñas a market makers anticipando movimientos de precios antes de que se reflejaran en los precios de oferta/demanda publicados. El sistema SOES finalmente llevó a operaciones facilitadas por software en lugar de market makers a través de ECNs.
A finales de la década de 1990, las ECNs existentes comenzaron a ofrecer sus servicios a pequeños inversores. Surgieron nuevas ECNs, siendo las más importantes Archipelago (NYSE Arca), Instinet, SuperDot e Island ECN. Archipielago finalmente se convirtió en una bolsa de valores y en 2005 fue adquirida por la NYSE.
La capacidad para que individuos realicen day trading a través de plataformas de trading electrónico coincidió con el extremo mercado alcista en acciones tecnológicas de 1997 a principios de 2000, conocido como la burbuja de las punto com. De 1997 a 2000, el NASDAQ subió de 1,200 a 5,000. Muchos inversores inexpertos con poca experiencia en el mercado obtuvieron enormes beneficios comprando estas acciones por la mañana y vendiéndolas por la tarde, con márgenes del 400%. Se produjo una cantidad sin precedentes de inversión personal durante el auge, y era común escuchar historias de personas que renunciaban a sus trabajos para dedicarse al day trading. 
En marzo de 2000, esta burbuja estalló y muchos day traders menos experimentados comenzaron a perder dinero tan rápido, o más rápido, de lo que habían ganado durante la fiebre de compras. El NASDAQ cayó de 5,000 a 1,200; muchos de los traders menos experimentados quebraron, aunque obviamente era posible haber ganado una fortuna durante ese tiempo mediante ventas en corto o jugando con la volatilidad.
Paralelamente al trading de acciones, a fines de la década de 1990, varias nuevas firmas market makers ofrecieron day trading de divisas y derivados a través de plataformas de trading electrónico. Estas permitieron a los day traders tener acceso instantáneo a mercados descentralizados como el forex y mercados globales a través de derivados como contratos por diferencia. La mayoría de estas empresas estaban ubicadas en el Reino Unido y posteriormente en jurisdicciones menos restrictivas, en parte debido a las regulaciones en los Estados Unidos que prohibían este tipo de operaciones extrabursátiles. Estas empresas suelen ofrecer trading con margen, lo que permite a los day traders asumir grandes posiciones con un capital relativamente pequeño, pero con el aumento asociado en el riesgo. El trading minorista de divisas se hizo popular para el day trading debido a su liquidez y la naturaleza de mercado las 24 horas.

## Características
Algunos day traders usan una técnica intradía conocida como scalping, en la cual el trader mantiene la posición por unos pocos minutos o segundos.
La mayoría de traders salen de su posición antes de que el mercado cierre para evitar gaps de precio negativos inmanejables entre el día de cierre y el día de apertura siguiente. Otra razón es para maximizar el poder de day trading. Otros traders creen que ellos deberían "dejar las ganancias correr", así que aceptable mantener una posición después de que el mercado cierra.
Los day traders a veces piden dinero prestado para operar. Esto es llamado "trading de margen". Debido a que los intereses de margen son tipícamente cargados solo cuando la operación pasa de un día a otro, el trader podría no pagar comisiones por el beneficio del margen, aunque existe el riesgo de margin call. 
El day trading es un modo de especulación. La especulación se considera negativamente como comportamiento personal y debido al daño significativo potencial a la economía real.

### Ganancias y riesgos
Debido a la naturaleza del apalancamiento financiero y los rápidos retornos que son posibles, los resultados de operaciones diarias pueden variar desde extremadamente rentables a extremadamente no rentables, y los operadores de perfiles de alto riesgo pueden generar enormes retornos porcentuales o enormes pérdidas porcentuales. Debido a las altas ganancias (y pérdidas) que el trading diario hace posible, estos comerciantes a veces son descritos como "bandidos" o "apostadores" por otros inversionistas.
La negociación diaria es arriesgada, especialmente si cualquiera de los siguientes está presente durante el trading:
1. negociar el juego / sistema de un perdedor en lugar de un juego que al menos es ganable,
2. capital de riesgo inadecuado con el exceso de estrés asociado de tener que "sobrevivir",
3. administración de dinero incompetente (es decir, ejecutar mal los negocios).[10][11]

El uso común de comprar con margen (usar fondos prestados) amplifica las ganancias y pérdidas, de modo que pueden producirse pérdidas o ganancias sustanciales en un período de tiempo muy corto. Además, los brókers generalmente permiten mayores márgenes para los day traders. En los EE. UU., por ejemplo, mientras que los márgenes de la noche a la mañana requeridos para mantener una posición accionaria son normalmente el 50% del valor de la acción, muchos corredores permiten que las cuentas de traders de día de patrones usen niveles tan bajos como 25% para compras intradiarias. Esto significa que un day trader con el mínimo legal de $ 25,000 en su cuenta puede comprar acciones por $ 100,000 (4x de apalancamiento) durante el día, siempre que la mitad de esas posiciones sean cerradas antes del cierre del mercado. Debido al alto riesgo de uso de márgenes, y de otras prácticas del day trading, un day trader a menudo tendrá que salir de una posición perdedora muy rápidamente, para evitar una pérdida mayor, inaceptable, o incluso una pérdida desastrosa, mucho más grande que su inversión original, o incluso más grande que sus activos totales.

## Técnicas
Las siguientes son varias estrategias básicas por las cuales los comerciantes del día intentan obtener ganancias. Además de esto, algunos comerciantes de día también usan estrategias contrarias (inversas) (más comúnmente vistas en el trading algorítmico) para comerciar específicamente contra el comportamiento irracional de los comerciantes de día que utilizan estos enfoques. Es importante que un comerciante se mantenga flexible y ajuste sus técnicas para adaptarse a las cambiantes condiciones del mercado.
Algunos de estos enfoques requieren poner en corto existencias en lugar de comprarlas: el comerciante toma prestado acciones de su corredor y vende las acciones prestadas, esperando que el precio caiga y pueda comprar las acciones a un precio menor. Hay varios problemas técnicos con las ventas en corto: el corredor puede no tener acciones para prestar en un tema específico, el corredor puede solicitar la devolución de sus acciones en cualquier momento, y la Comisión de Bolsa y Valores de EE. UU. en ventas en corto (ver regla de aumento para más detalles). Algunas de estas restricciones (en particular, la regla de aumento) no se aplican a las transacciones de acciones que en realidad son acciones de un fondo cotizado en bolsa (ETF).

### Seguimiento de tendencias
El seguimiento de la tendencia, una estrategia utilizada en todos los marcos temporales de negociación, supone que los instrumentos financieros que han estado subiendo constantemente continuarán aumentando, y viceversa con la caída. El seguidor de tendencias compra un instrumento que ha estado subiendo, o short vende uno que cae, con la expectativa de que la tendencia continúe.

### Inversión contraria
La inversión contraria es una estrategia de tiempo de mercado utilizada en todos los marcos temporales de negociación. Supone que los instrumentos financieros que han estado subiendo constantemente se revertirán y comenzarán a caer, y viceversa. El comerciante contraria compra un instrumento que ha estado cayendo, o vende en corto, en alza, con la expectativa de que la tendencia cambie.

### Trading de rango
El trading de rango es un estilo de trading en el que se ven las acciones que han estado subiendo desde el soporte o cayendo desde la resistencia. Es decir, cada vez que la acción alcanza un nivel alto, vuelve a caer a la baja, y viceversa. Tal acción se dice que es "operar en un rango", que es lo opuesto a la tendencia. El operador de la gama, por lo tanto, compra las acciones al precio bajo o cerca de este, y vende (y posiblemente vende en corto) al máximo. Un enfoque relacionado con el trading de rango es buscar movimientos fuera de un rango establecido, llamado ruptura (el precio se mueve hacia arriba) o un desglose (el precio se mueve hacia abajo), y asumir que una vez que el rango se ha roto los precios continuarán en esa dirección para algunos hora

### Trading de devoluciones
El comercio de devoluciones es un estilo de negociación de acciones que utiliza reembolsos de ECN como fuente principal de ganancias e ingresos. La mayoría de los ECN cobran comisiones a los clientes que desean que sus pedidos se llenen inmediatamente con los mejores precios disponibles, pero los ECN pagan comisiones a compradores o vendedores que "agregan liquidez" colocando órdenes de límite que crean "creación de mercado" en un valor. Los comerciantes de reembolsos tratan de ganar dinero con estos reembolsos y, por lo general, maximizarán sus rendimientos negociando acciones de alto volumen y bajo precio. Esto les permite negociar más acciones y aportar más liquidez con una cantidad fija de capital, al tiempo que se limita el riesgo de que no puedan salir de una posición en la acción. 

### Trading de noticias
La estrategia básica del juego de noticias es comprar una acción que acaba de anunciar buenas noticias, o una venta corta con malas noticias. Tales eventos proporcionan una enorme volatilidad en una acción y, por lo tanto, la mayor posibilidad de obtener ganancias (o pérdidas) rápidamente. Determinar si las noticias son "buenas" o "malas" debe determinarse por la acción del precio de las acciones, porque la reacción del mercado puede no coincidir con el tono de las noticias en sí. Esto se debe a que los rumores o estimaciones del evento (como los emitidos por analistas del mercado y de la industria) ya se habrán distribuido antes del lanzamiento oficial, lo que provocará que los precios se muevan con anticipación. Por lo tanto, el movimiento de los precios causado por las noticias oficiales estará determinado por cuán buenas son las noticias en relación con las expectativas del mercado, no por lo bueno que sea en términos absolutos.

### Reapertura de posiciones
La estrategia compleja del CFD es comprar una posición cerrada que acaba de subir de precio, esta debe de tener menos de 6 meses de su venta (cierre ya sea en ganancia o perdida) la cual tu bróker puede reaperturas si ambas partes están de acuerdo (tanto la que compró y/o vendió) produciendo una ganancia o perdida al instante. Muchos bróker no ofrecen este tipo de movimientos debido al acceso de la información de las posiciones a menos que el bróker sea una de esas dos partes.

### Acción del precio
Manteniendo las cosas simples también puede ser una metodología efectiva cuando se trata de comercio.Hay grupos de comerciantes conocidos como operadores de acción de precios que son una forma de comerciantes técnicos que se basan en el análisis técnico pero no dependen de indicadores convencionales para señalar ellos en la dirección de un comercio o no. Estos operadores confían en una combinación de movimiento de precios, patrones de gráfico, volumen y otros datos de mercado para medir si deben o no realizar un intercambio. Esto se considera como un enfoque "simplista" y "minimalista" para el comercio, pero de ningún modo es más fácil que cualquier otra metodología de negociación. Requiere una sólida formación para entender cómo funcionan los mercados y los principios básicos dentro de un mercado, pero lo bueno de este tipo de metodología es que funcionará en prácticamente cualquier mercado que exista (acciones, divisas, futuros, oro, petróleo, etc. .).

### Inteligencia artificial
Se estima que un tercio de las operaciones bursátiles en 2005 en los Estados Unidos se generaron mediante algoritmos automáticos o transacciones de alta frecuencia. El mayor uso de algoritmos y técnicas cuantitativas ha llevado a una mayor competencia y menores ganancias.

## Costo

### Comisiones
Las comisiones para brókers de acceso directo se calculan en función del volumen. Cuantas más acciones se negocien, más barata será la comisión. La comisión promedio por operación es de aproximadamente $ 5 por abrir y cerrar la posición. Mientras que un bróker minorista puede cobrar $7 o más por operación independientemente del tamaño, un agente de acceso directo típico puede cobrar desde $ 0.01 a $ 0.0002 por acción negociada (de $ 10 a $ 0.20 por cada 1000 acciones), o $ 0.25 por contratos de futuros. Un scalper puede cubrir dichos costos incluso con una ganancia mínima.

### Margen
La diferencia numérica entre los precios de oferta y demanda se conoce como el diferencial de oferta y demanda. La mayoría de los mercados mundiales operan en un sistema basado en bid-ask.
Los precios de venta son precios de ejecución inmediata (mercado) para compradores rápidos (compradores de pedidos) mientras que los precios de oferta son para vendedores rápidos (compradores de ofertas). Si una transacción se ejecuta a precios cotizados, cerrar la operación inmediatamente sin esperar siempre causaría una pérdida porque el precio de la oferta siempre es menor que el precio solicitado en cualquier momento.
El spread bid-ask es dos caras de la misma moneda. El spread puede verse como bonos comerciales o costos según diferentes partes y diferentes estrategias. Por un lado, los traders que NO desean poner en cola su pedido, sino que pagan el precio de mercado, pagan los diferenciales (costos). Por otro lado, los trades que desean esperar la ejecución reciben los diferenciales (bonificaciones).

### Datos
Los datos de mercado son necesarios para los day traders, en lugar de utilizar los datos de mercado diferidos (por cualquier cosa de 10 a 60 minutos, por reglas de cambio) que estén disponibles de forma gratuita. Un feed de datos en tiempo real requiere el pago de tarifas a las respectivas bolsas de valores, generalmente combinado con los cargos del corredor; estas tarifas suelen ser muy bajas en comparación con los otros costos de negociación. Las tarifas pueden no aplicarse con fines promocionales o para los clientes que cumplan con un volumen mensual mínimo de intercambios. Incluso un day trader moderadamente activo puede cumplir estos requisitos, haciendo que la información básica sea esencialmente "gratuita".
Además de los datos de mercado sin procesar, algunos comerciantes compran datos más avanzados que incluyen datos históricos y funciones como escanear grandes cantidades de acciones en el mercado en vivo para actividades inusuales. El análisis complicado y el software de gráficos son otras adiciones populares. Este tipo de sistemas puede costar de decenas a cientos de dólares por mes para acceder.